# بيتي ويب
بيتي ويب (بالإنجليزية: Betty Webb)‏ (1900)؛ كاتِبة وروائية أمريكية.